# باباخوارزم علیا
باباخوارزم مجیرروستایی از توابع بخش مرکزی شهرستان پلدختر در استان لرستان ایران است.

## جمعیت
روستای باباخوارزم مجیر در دهستان جایدر قرار دارد و براساس سرشماری مرکز آمار ایران در سال ۱۳۸۵، جمعیت آن ۱۰۰ نفر (۲۵ خانوار) بوده‌است.